# ふぉ〜ゆ〜と学ぶ!ニッポン経済
『ふぉ〜ゆ〜と学ぶ!ニッポン経済』（ふぉ〜ゆ〜とまなぶ!ニッポンけいざい）は、4人組グループのふぉ〜ゆ〜がラジオNIKKEI第1で放送しているラジオ番組である。

## 概要
2021年1月6日にラジオNIKKEIでスタートした。
放送時間は18:00から18:30であったが、2023年10月11日より19:00から19:30に変更となる。
山口聡と共に『マネー』について経済について初歩から学ぶことができる番組となっている。ふぉ〜ゆ〜からは、基本的には2人ずつ出演している。
番組の最後には経済をどれだけ身近に感じたかを『ふぉゆ経済レベル』としてスタンダードの5段階で評価する。稀に5を超えたり小数点がつくこともある。

## 番組のコーナー
ふぉ〜ゆ〜のマネ部!
身近なマネーや経済・投資の疑問を解説するコーナー。
お便りが読まれると「ふぉ〜ゆ〜のマネ部!」の部員として認められる。
まい とれんど ふぉ〜ゆ〜
ふぉ〜ゆ〜がテーマに沿ったことを紹介するコーナー。
クイズ レベルアップ ふぉ〜ゆ〜
放送された内容に関することをクイズで学んでいくコーナー。
選択問題、数字を答える、順番に並び替えるなど出題方法は様々である。
ふぉ〜ゆ〜のお財布事情
ふぉ〜ゆ〜のお財布事情について話すコーナー。